# Mile Pajic
Mile Pajic (Ulft, 29 de diciembre de 1955) es un piloto de motociclismo neerlandés.

## Biografía
Pajic debutó en el Mundial en la categoría de 500cc del Gran Premio de Gran Bretaña en el Circuito de Silverstone en 1984. En 1985 Pajic corrió en tres Grandes Premios y entró en zona de puntos por primera vez al acabar octavo en el Gran Premio de los Países Bajos. Finalizó la temporada en decimoséptimo lugar. Pajic corrió nueve Grandes Premios en 1986 y repitió un octavo puesto en el Gran Premio de Bélgica en el Spa. Pajic acabó en decimonoveno lugar en el campeonato ese año que sería el último en el que competiría en el Mundial de velocidad.
En los siguientes años, Pajic dio el salto a Mundial de Superbikes con la disputa de 14 Grandes Premios entre 1989 y 1995 con un undécimo puesto como mejor posición en la segunda carrera del Assen en 1992.

## Resultados

### Campeonato del Mundo de Motociclismo

#### Carreras por año
Sistema de puntos desde 1969 a 1987:
| Posición | 1.º | 2.º | 3.º | 4.º | 5.º | 6.º | 7.º | 8.º | 9.º | 10.º |
| Puntos   | 15  | 12  | 10  | 8   | 6   | 5   | 4   | 3   | 2   | 1    |

(Carreras en negrita indica pole position, carreras en cursiva indica vuelta rápida)
| Año  | Cat.  | Moto  | 1     | 2       | 3       | 4      | 5      | 6      | 7     | 8      | 9       | 10     | 11     | 12      | Pts. | Pos. |
| ---- | ----- | ----- | ----- | ------- | ------- | ------ | ------ | ------ | ----- | ------ | ------- | ------ | ------ | ------- | ---- | ---- |
| 1984 | 500cc | Honda | RSA - | NAC -   | ESP -   | AUT -  | ALE -  | FRA -  | YUG - | NED -  | BEL -   | GBR 24 | SUE -  | RSM Ret | 0    | -    |
| 1985 | 500cc | Honda | RSA - | ESP Ret | GER -   | NAT -  | AUT -  | YUG -  | NED 8 | BEL 21 | FRA -   | GBR -  | SWE -  | RSM -   | 3    | 17.º |
| 1986 | 500cc | Honda | ESP - | NAC -   | ALE Ret | AUT 18 | YUG 18 | NED 16 | BEL 8 | FRA 16 | GBR Ret | SUE 21 | RSM 23 |         | 3    | 19.º |

### Campeonato Mundial de Superbikes

#### Carreras por año[8]
| Año  | Moto     | 1   | 1   | 2       | 2       | 3   | 3   | 4      | 4       | 5      | 5      | 6      | 6      | 7   | 7   | 8       | 8       | 9   | 9   | 10      | 10     | 11  | 11  | 12  | 12  | 13  | 13  | Pts. | Pos. |
| Año  | Moto     | R1  | R2  | R1      | R2      | R1  | R2  | R1     | R2      | R1     | R2     | R1     | R2     | R1  | R2  | R1      | R2      | R1  | R2  | R1      | R2     | R1  | R2  | R1  | R2  | R1  | R2  | Pts. | Pos. |
| ---- | -------- | --- | --- | ------- | ------- | --- | --- | ------ | ------- | ------ | ------ | ------ | ------ | --- | --- | ------- | ------- | --- | --- | ------- | ------ | --- | --- | --- | --- | --- | --- | ---- | ---- |
| 1989 | Kawasaki | GBR | GBR | HUN DNQ | HUN DNQ | CAN | CAN | USA    | USA     | AUT 33 | AUT 29 | FRA 22 | FRA 20 | JPN | JPN | GER DNQ | GER DNQ | ITA | ITA | AUS     | AUS    | NZL | NZL |     |     |     |     | 0    | -    |
| 1992 | Kawasaki | SPA | SPA | GBR DNQ | GBR DNQ | GER | GER | BEL 16 | BEL Ret | SPA    | SPA    | AUT    | AUT    | ITA | ITA | MAL     | MAL     | JPN | JPN | NED 21  | NED 11 | ITA | ITA | AUS | AUS | NZL | NZL | 5    | 52.º |
| 1993 | Kawasaki | IRL | IRL | GER     | GER     | SPA | SPA | SMR    | SMR     | AUT    | AUT    | CZE    | CZE    | SWE | SWE | MAL     | MAL     | JPN | JPN | NED 17  | NED 14 | ITA | ITA | GBR | GBR | POR | POR | 2    | 65.º |
| 1994 | Kawasaki | GBR | GBR | GER     | GER     | ITA | ITA | SPA    | SPA     | AUT    | AUT    | INA    | INA    | JPN | JPN | NED 21  | NED 24  | SMR | SMR | EUR     | EUR    | AUS | AUS |     |     |     |     | 0    | -    |
| 1995 | Kawasaki | GER | GER | SMR     | SMR     | GBR | GBR | ITA    | ITA     | SPA    | SPA    | AUT    | AUT    | USA | USA | EUR     | EUR     | JPN | JPN | NED Ret | NED 13 | INA | INA | AUS | AUS |     |     | 3    | 50.º |

### Campeonato Mundial de Supersport

#### Carreras por año
| Año  | Moto     | 1     | 2     | 3     | 4     | 5     | 6     | 7      | 8     | 9      | 10     | 11    | 12    | Pts. | Pos. |
| ---- | -------- | ----- | ----- | ----- | ----- | ----- | ----- | ------ | ----- | ------ | ------ | ----- | ----- | ---- | ---- |
| 1997 | Kawasaki | SMR - | GBR - | GER - | ITA - | EUR - | AUT - | NED 10 | GER - | SPA -  | JPN -  | INA - |       | 6    | 31.º |
| 1998 | Kawasaki | GBR - | ITA - | SPA - | GER - | SMR - | RSA - | USA -  | EUR - | AUT -  | NED 5  |       |       | 11   | 25.º |
| 1999 | Kawasaki | RSA   | GBR - | SPA - | ITA - | GER - | SMR - | USA -  | EUR - | AUT -  | NED 20 | GER - |       | 0    | -    |
| 2005 | Kawasaki | QAT - | AUS - | SPA - | ITA - | EUR - | SMR - | CZE -  | GBR - | NED 20 | GER -  | ITA - | FRA - | 0    | -    |